# Belarussisch-ukrainische Beziehungen
Die belarussisch-ukrainischen Beziehungen sind das zwischenstaatliche Verhältnis zwischen Belarus und der Ukraine. Beide Länder haben enge historische Verbindungen und waren gemeinsam Teil der Kiewer Rus, des Großfürstentum Litauens, Polen-Litauens, des Russischen Kaiserreichs, der Sowjetunion (UdSSR) und der Gemeinschaft Unabhängiger Staaten (GUS). Im Jahr 2020, während der belarussischen Proteste gegen Präsident Lukaschenka, begannen sich die Beziehungen zu verschlechtern, nachdem die ukrainische Regierung den belarussischen Präsidenten Aljaksandr Lukaschenka kritisiert hatte. Die Beziehungen verschlechterten sich weiter, nachdem Belarus 2022 den russische Überfall auf die Ukraine unterstützt hatte. Belarus hat die Stationierung russischer Truppen und Ausrüstung in seinem Hoheitsgebiet und dessen Nutzung für Angriffe auf die Ukraine zugelassen. Die Belarussischen Streitkräfte beteiligten sich jedoch nicht direkt am Krieg. Infolgedessen hat die Ukraine die diplomatischen Beziehungen zu Weißrussland (anders als zu Russland) nicht abgebrochen, sie bleiben jedoch stark belastet.

## Geschichte

### Vor 1991

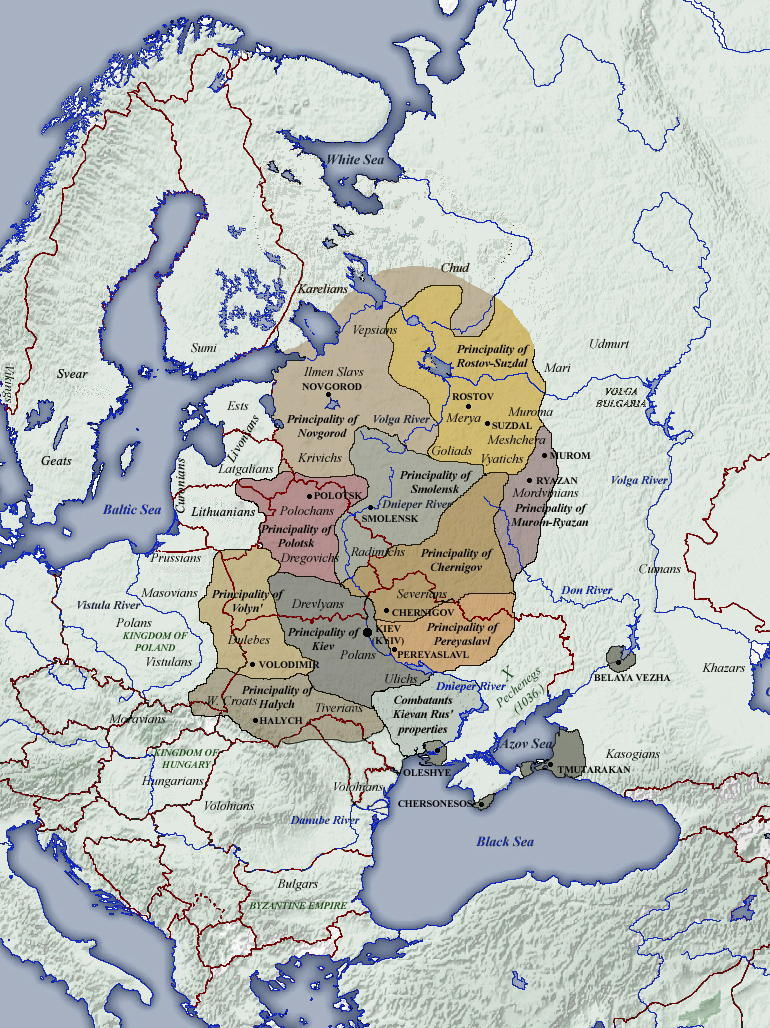
Gebiete der Kiewer Rus mit modernen Staatsgrenzen

Beide Länder, die im Mittelalter zur Kiewer Rus (9. bis 13. Jahrhundert n. Chr.) gehörten, kamen nach und nach unter die Kontrolle des Großfürstentum Litauens und später unter die der Realunion Polen-Litauen (1569–1795). Die Benachteiligung der orthodoxen Ruthenen (auf die die modernen Ethnien der Belarussen und Ukrainer zurückgehen) in Polen-Litauen gegenüber dem römisch-katholischen polnischen Adel sorgte für Unzufriedenheit in den von Ruthenen bewohnten östlichen Gebieten des polnisch-litauischen Unionsstaats. Gebiete der heutigen Ukraine spalteten sich im 17. Jahrhundert während des Chmelnyzkyj-Aufstand ab und die Saporoger Kosaken schworen dem russischen Zaren die Treue. Mit den Teilungen Polens gelangten weitere Gebiete der heutigen Staaten Ukraine und Belarus zum Russischen Reich. In der folgenden Zeit wurden die Gebiete zentralistisch von St. Petersburg aus regiert und waren einer Russifizierung unterworfen. Die Ukrainer galten als Kleinrussen und die Belarussen als Weißrussen, welche nach offizieller Lesart das dreieinige russische Volk bildeten. Die belarussischen und ukrainischen Nationalbewegungen entstanden im 19. Jahrhundert und der Erste Weltkrieg führte in beiden Ländern erstmals zur Gründung eigener Nationalstaaten (der Weißrussischen Volksrepublik und der Ukrainischen Volksrepublik). Zwischen 1918 und 1921 kam es zu einer umfangreichen Zusammenarbeit, als die Belarussische Volksrepublik Kontakte mit dem ukrainischen Staat von Pawlo Skoropadskyj aufnahm. Skoropadskijs Regierung unternahm Annäherungsversuche an die Belarussen, und er selbst erkannte die Belarussische Republik im Oktober/November 1918 informell als de facto unabhängig an, obwohl die Anerkennung de jure nicht zustande kam. Obwohl die Ukrainer anfangs zögerte, versuchte sie nach dem Sturz Skoropadskijs schließlich diplomatische Beziehungen aufzunehmen, was im Mai 1918 erfolgte. Die Ukrainer leisteten der belarussischen Regierung finanzielle Unterstützung, und es gab Ideen für ein föderales Verteidigungsbündnis zwischen der Ukraine und Belarus.
Weder der erste ukrainische noch der erste belarussische Staat sollten jedoch von Dauer sein und der Polnisch-Sowjetische Krieg führte zur Teilung der belarussischen und ukrainischen Sprachgebiete. Die Zweite Polnische Republik regierte in der Zeit von 1918 bis 1939 jeweils einen Teil davon. Die Ostgebiete wurden dagegen Teil der Sowjetunion (gegründet 1922) als Weißrussische SSR (gegründet 1920) und Ukrainische SSR (gegründet 1919). Während des Zweiten Weltkriegs erlebten beide Länder schwere Verwüstungen und die Vernichtung ihrer jahrhundertelang ansässigen jüdischen Minderheiten infolge der deutschen Besatzung beider Länder. Die Territorialverschiebungen nach dem Ende des Zweiten Weltkriegs führten zur Schaffung der modernen Staatsgrenzen beider Länder. Als slawische Republiken der UdSSR hatten beide einen gewissen Sonderstatus und 1945 gehörten die ukrainischen und belarussischen Sowjetrepubliken zu den Gründungsmitgliedern der Vereinten Nationen. Beide Sowjetrepubliken zählten auch zu den am stärksten industrialisierten Gebieten des Sowjetreichs. Die Atomkatastrophe im ukrainischen Tschernobyl von 1986 schädigte auch Belarus schwer und trug zum Zerfall der Sowjetunion bei. Im Dezember 1991 unterschrieben die Führer von Belarus, der Ukraine und Russland die Belowescher Vereinbarungen, welche 1991 die Auflösung der UdSSR einleiteten und die Gemeinschaft Unabhängiger Staaten begründete.

### Nach 1991

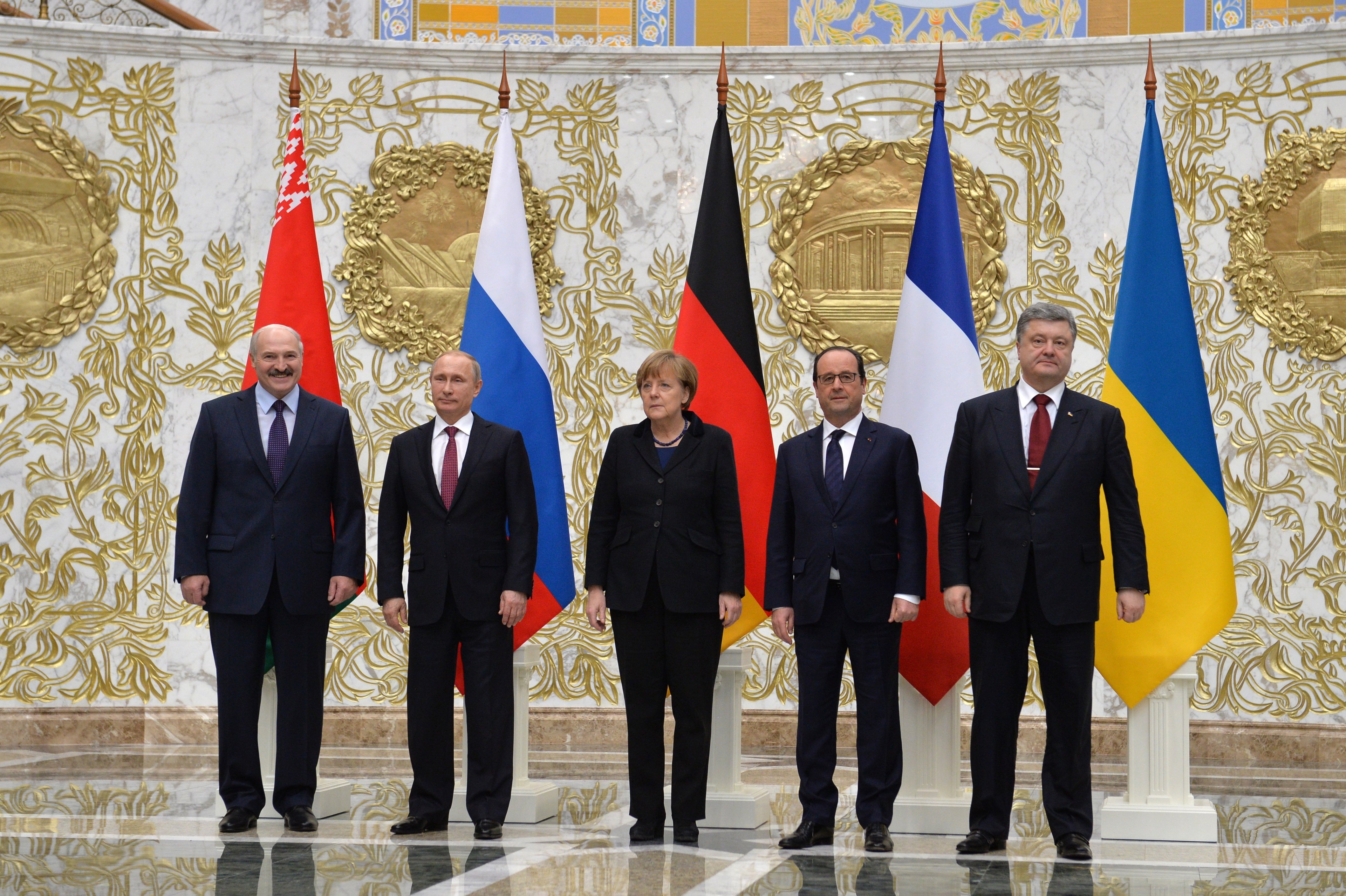
Die Staats- und Regierungschefs von Belarus, Russland, Deutschland, Frankreich und der Ukraine in Minsk

Nach der Unabhängigkeit beider Staaten wurden diplomatische Beziehungen aufgenommen. Außenpolitisch lehnte sich Belarus nach Annäherungsversuchen an den Westen unter Stanislau Schuschkewitsch in der Amtszeit von Aljaksandr Lukaschenka ab 1994 wieder eng an Russland an und 1997 wurde eine Russisch-Belarussische Union vereinbart. Die Ukraine war in der Frage zum Verhältnis mit Russland dagegen innenpolitisch gespalten. Zwischen der Ukraine und Belarus bestanden weitgehend freundschaftliche und problemfreie Beziehungen. Ein 1997 unterzeichnetes Abkommen über die Staatsgrenze zwischen Belarus und der Ukraine wurde dem belarussischen Parlament zur Ratifizierung vorgelegt, nachdem der belarussische Präsident Aljaksandr Lukaschenka und der ehemalige ukrainische Präsident Wiktor Juschtschenko Anfang November 2009 den Prozess der Formalisierung der Grenzfragen zwischen den beiden Staaten abgeschlossen hatten.
Mit dem Beginn des Russisch-Ukrainischer Konflikts 2014 und der russischen Annexion der Krim versuchte Belarus eine Vermittlerrolle einzunehmen. Belarus erkannte zuerst weder die Annexion der Krim noch die russischen Marionettenrepubliken im Donezbecken an. Lukaschenka distanzierte sich öffentlich von Russlands Politik unter Wladimir Putin und der russische Einfall im Nachbarland sorgte auch in Belarus für Besorgnis. Unter der Vermittlerrolle von Belarus wurden im Februar die Minsker Friedensabkommens unterzeichnet, welche den Krieg im Donbas beenden sollten. Die Bestimmungen der Abkommen wurden jedoch von beiden Seiten nicht umgesetzt. Die Beziehungen zwischen Belarus und der Ukraine blieben in der Folge kooperativ und beide Länder führten ihre engen Handelsbeziehungen weiter. Noch im Oktober 2019 traf sich der neugewählte ukrainische Präsident Wolodymyr Selenskyj mit Lukaschenka in der Stadt Schytomyr.
Im August 2020, während der belarussischen Proteste gegen Lukaschenka, rief die Ukraine zum ersten Mal ihren Botschafter nach Belarus zurück, um die „neue Realität“ und die Aussichten auf weitere bilaterale Beziehungen zwischen den beiden Nachbarländern zu bewerten. Belarus schickte inhaftierte Söldner (von denen Lukaschenka behauptete, sie gehörten zur Wagner-Gruppe) nach Russland zurück, womit es ukrainische Forderungen missachtete, die Inhaftierten in die Ukraine zu schicken, damit sie für ihre Rolle im Krieg im Donbass belangt werden können. Bei einem Treffen mit dem Mitglied der ukrainischen Werchowna Rada Jewgenij Schewtschenko im April 2021 kritisierte Lukaschenka den ehemaligen ukrainischen Präsidenten Leonid Krawtschuk, weil er vorgeschlagen hatte, Minsk als Gastgeber des Normandie-Formats infolge der Proteste zu streichen.

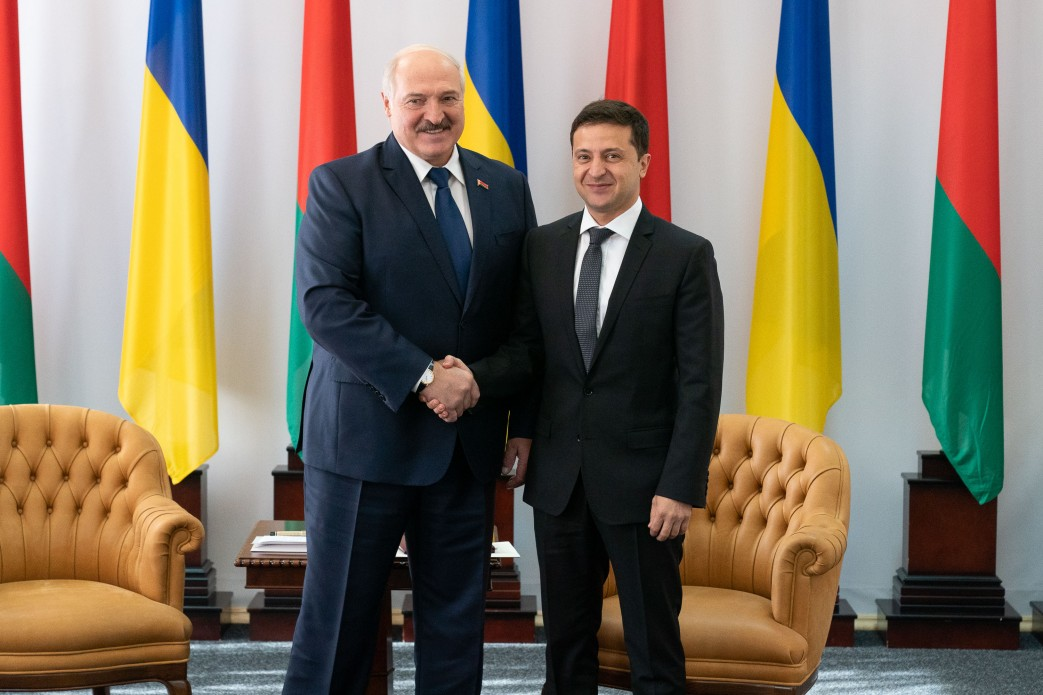
Aljaksandr Lukaschenka und Wolodymyr Selenskyj (2019)

Als Reaktion auf die erzwungene Umleitung des Ryanair-Flugs 4978 durch die belarussische Regierung im Mai 2021 verbot die Ukraine belarussischen Fluggesellschaften den Betrieb im ukrainischen Luftraum. Darüber hinaus schloss sich die Ukraine der Europäischen Union an und verhängte Sanktionen gegen belarussische Beamte. Als Reaktion auf die Ukraine verhängte Belarus neue Handelsbarrieren für eine Reihe ukrainischer Waren.
Die innenpolitische Bedrängung durch die Proteste sorgte dafür, dass sich Lukaschenka Russland als letztem Verbündeten zuwendete und zunehmend zu dessen Marionette wurde. Im Februar 2022 marschieren russische Truppen von Belarus aus in die Ukraine ein. Belarus hat zudem angekündigt, dass russische Atomwaffen auf belarussischen Boden stationiert werden. Als Reaktion auf die Unterstützung Russlands wurden die diplomatischen Beziehungen zwischen beiden Ländern eingefroren, jedoch nicht abgebrochen. Die belarussische Opposition gegen Lukaschenka verkündete aus dem Exil heraus ihre Solidarität mit der Ukraine und einige belarussische Oppositionelle schlossen sich den ukrainischen Streitkräfte an, um gegen Russland zu kämpfen. Diese wurden im Kastus-Kalinouski-Regiment organisiert.

## Diplomatische Standorte
- Belarus hat eine Botschaft in Kiew.
- Die Ukraine hat eine Botschaft in Minsk und ein Generalkonsulat in Brest.
- Der belarussische Geschäftsmann Valentin Baiko ist Honorarkonsul der Ukraine in Belarus.[12][13]

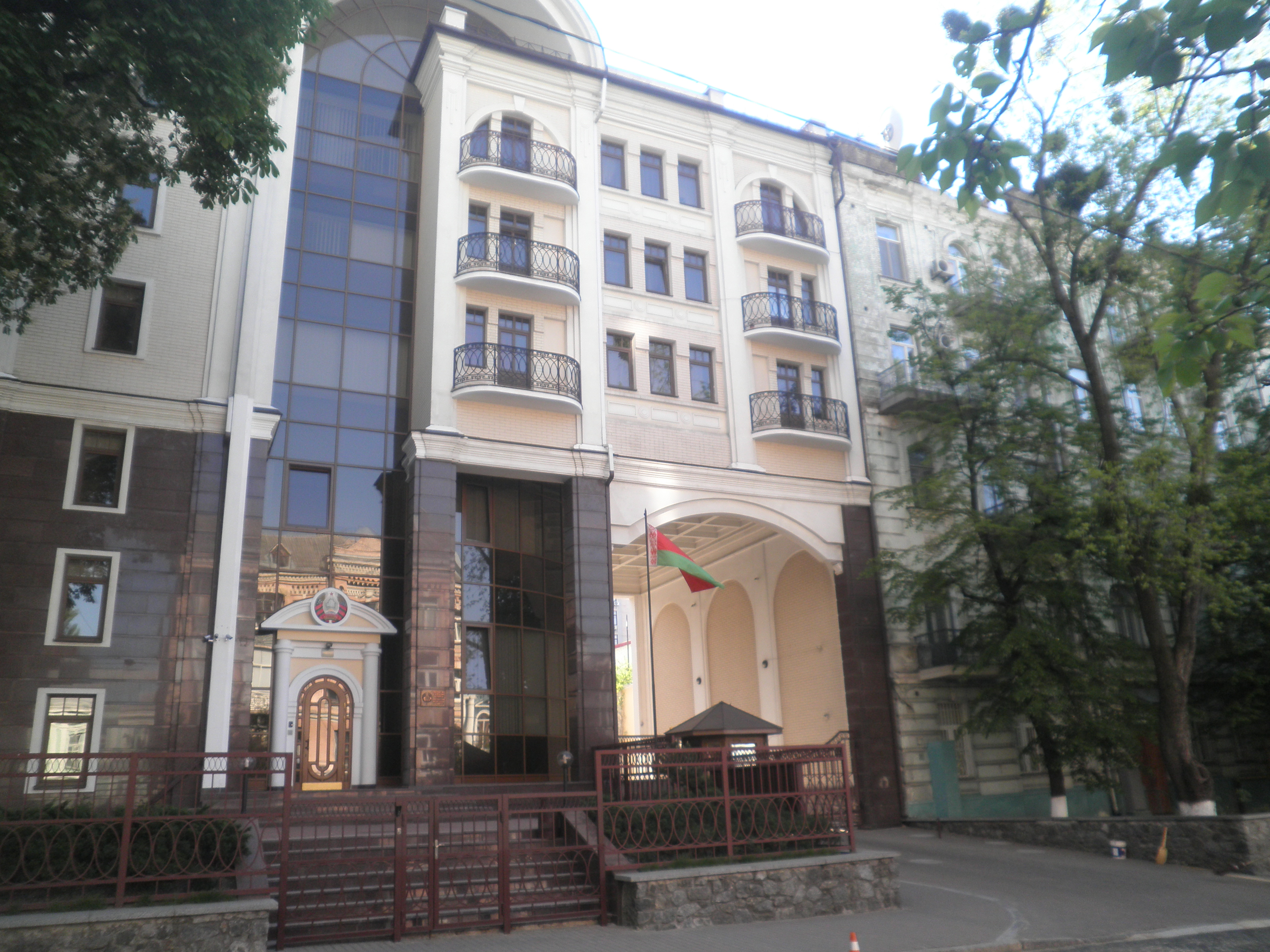
Belarussische Botschaft in Kiew
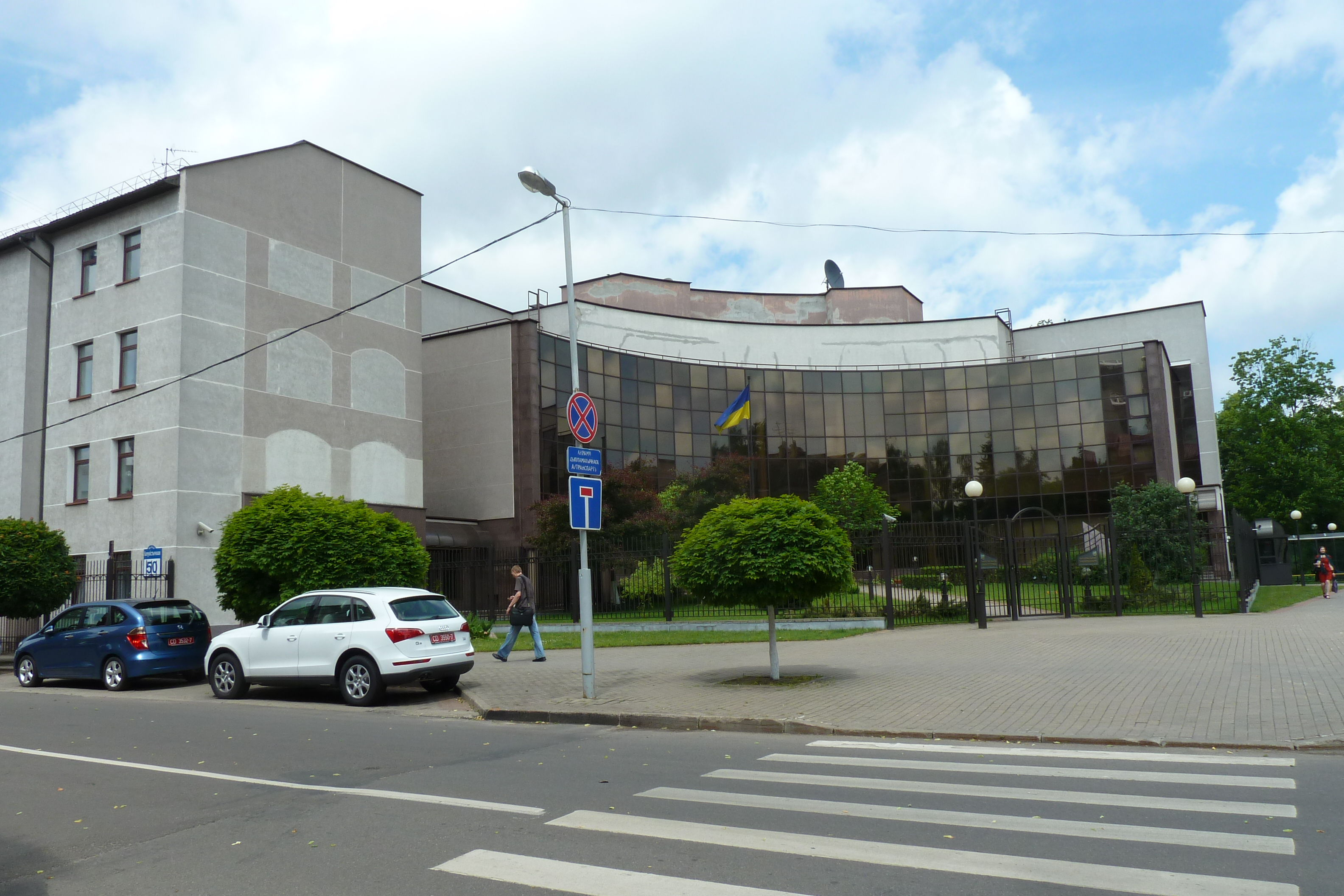
Ukrainische Botschaft in Minsk